# El Nido (California)
El Nido è un census-designated place (CDP) degli Stati Uniti d'America, situato nello stato della California, nella contea di Merced.